# Liriomyza sinuata
Liriomyza sinuata este o specie de muște din genul Liriomyza, familia Agromyzidae, descrisă de Sehgal în anul 1971.
Este endemică în Alberta. Conform Catalogue of Life specia Liriomyza sinuata nu are subspecii cunoscute.